# Mythimna caelebs
Mythimna caelebs is een vlinder uit de familie uilen (Noctuidae). De wetenschappelijke naam van deze soort is voor het eerst geldig gepubliceerd in 1910 door Grünberg.
De soort komt voor in tropisch Afrika.